# کارمن مونتخو
کارمن مونتخو (اسپانیایی: Carmen Montejo‎؛ ‏ ۲۶ مهٔ ۱۹۲۵ – ۲۵ فوریهٔ ۲۰۱۳) بازیگر کوبایی‌الاصل اهل مکزیک بود.
از فیلم‌ها یا برنامه‌های تلویزیونی که وی در آن نقش داشته‌است، می‌توان به صلیب ماریسا کروسس، رستاخیز، فرزندان سانچز، نوجوانان اشاره کرد.